# Konditionstraining
Als Konditionstraining werden alle Trainingsinhalte bezeichnet, deren Ziel es ist, die konditionelle Leistungsfähigkeit zu vergrößern. Die sportliche Kondition setzt sich zusammen aus dem Leistungsvermögen bezüglich Kraft, Schnelligkeit, Ausdauer, Koordination und Beweglichkeit. Im Volksmund verbindet man Kondition fälschlicherweise jedoch meist nur mit dem Begriff Ausdauer.
Konditionstraining kann in vielen Formen stattfinden, da es, wie oben dargestellt, viele verschiedene Konditionsbereiche umfassen kann. Weit verbreitet ist bei dieser Form des Fitnesstrainings das Ausdauertraining in Form von Jogging, Radfahren, Schwimmen, Walking oder dem Betreiben von anderen Ausdauersportarten und das Krafttraining im Fitnesscenter. Auch eher die Rumpfkraft und/oder die Beweglichkeit betonende Trainingsformen wie beispielsweise Stretching, Yoga und Pilates erfreuen sich großer Beliebtheit. Zudem gibt es viele spezielle Trainingsformen zur Steigerung der spezifischen Kondition im Leistungssport wie das Intervalltraining.